# D’Artagnan

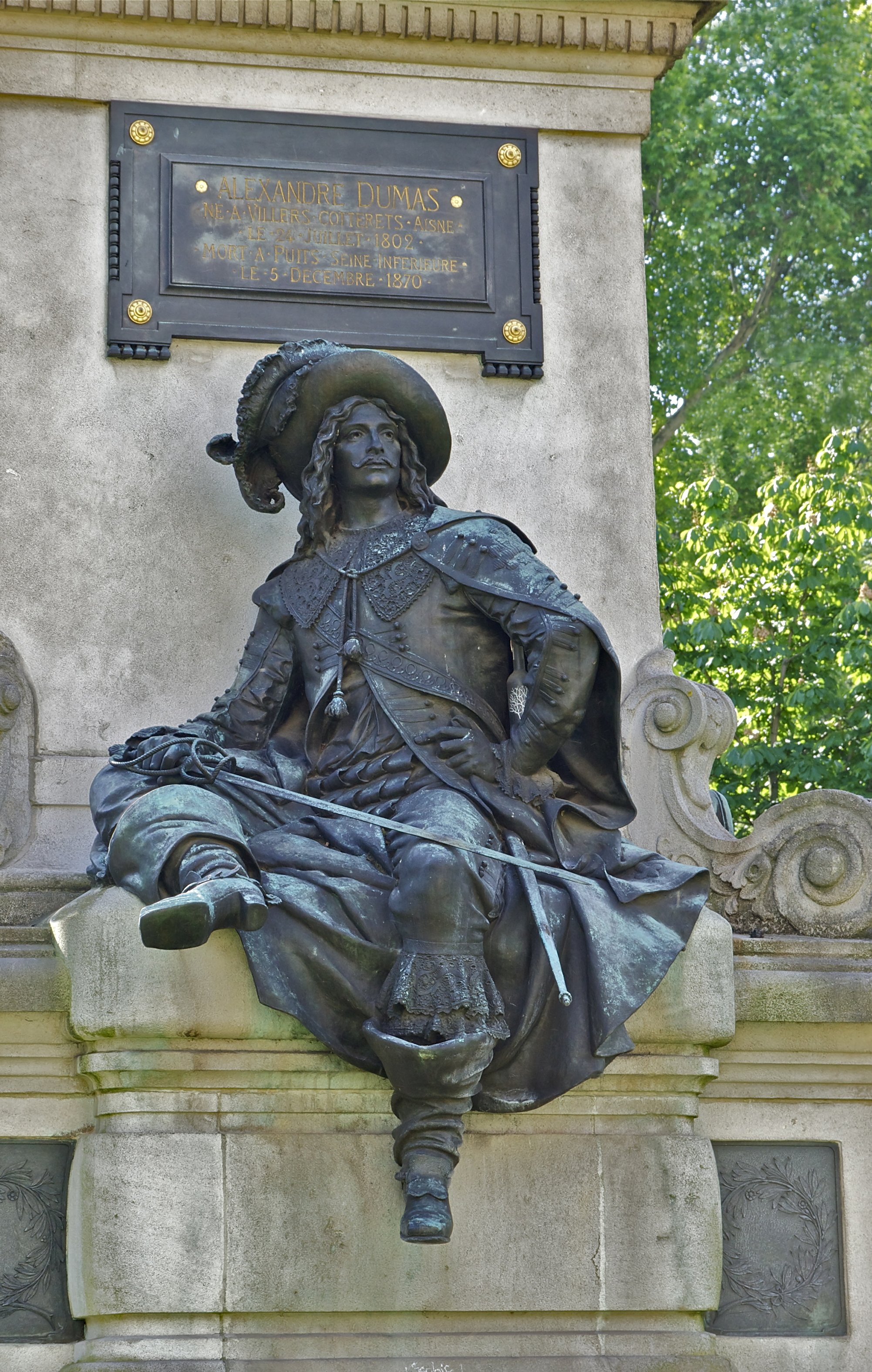
Pomnik d’Artagnana w Paryżu.

D’Artagnan – główny bohater cyklu powieści Alexandre’a Dumasa-ojca: Trzej muszkieterowie, W dwadzieścia lat później, Wicehrabia de Bragelonne. Występuje również w powieści D’Artagnan autorstwa Henry’ego Bedforda-Jonesa.
Muszkieter króla Ludwika XIII i Ludwika XIV. Przyjaciel Atosa, Portosa i Aramisa. Pierwowzorem tej postaci był gaskoński szlachcic Charles de Batz-Castelmore d’Artagnan.

## Pierwowzór postaci
Pierwowzorem słynnego bohatera powieści Aleksandra Dumasa był istniejący naprawdę królewski muszkieter Charles de Batz-Castelmore hrabia d’Artagnan żyjący w latach ok. 1611-1673. Nie wiadomo, w jaki sposób trafił do gwardii królewskich muszkieterów króla Ludwika XIII. Po raz pierwszy jego nazwisko pojawia się w dokumentach datowanych na 10 marca 1633 r. Żeby dostać stanowisko w muszkieterach musiał albo się czymś wyróżnić albo odsłużyć w gwardii królewskiej lub na wojnie. Prawdopodobnie mógł zyskać protekcję dyplomaty o nazwisku Antoine III de Gramont hrabia de Guise. Stopień kapitana (ale jeszcze nie muszkieterów) d’Artagnan zyskał od Ludwika XIII 3 października 1634 r. Po śmierci kardynała Richelieu i Ludwika XIII podczas regencji Anny Austriaczki d’Artagnan służył pod rozkazami nowego I ministra – kardynała Jules’a Mazarina. Wiadomo, że w 30 czerwca 1646 r. przybył z Flandrii, by osobiście relacjonować o sukcesach wojsk francuskich kardynałowi. Podczas frondy d’Artagnan służył Mazarinowi jako posłaniec ważnych wieści i wysłannik. Za swoją służbę wiosną 1652 roku otrzymał stopień porucznika muszkieterów. W roku 1653 zrezygnował ze służby w wojsku – zakupił za to urząd królewskiej woliery. Jednakże dość szybko z niego zrezygnował, a na dodatek zadłużył się na 80 tys. liwrów i kupił stanowisko kapitana gwardii królewskiej. W końcu powrócił do służby 26 maja 1658r, zyskując ponownie stopień porucznika muszkieterów. Ponieważ był kapitanem gwardii królewskiej i porucznikiem muszkieterów nosił stopień kapitana-porucznika. 3 kwietnia 1659 r. d’Artagnan ożenił się z wdową Charlottą Anną de Chanlecy, jednak małżeństwo niezbyt dobrze się układało, gdyż męża często nie było w domu, przez co żona była zazdrosna. W roku 1661 na rozkaz Ludwika XIV aresztował za liczne nadużycia finansowe Nicolasa Fouqueta i osobiście sprawował nad nim pieczę. Przez długi czas nie sprawował wojskowych funkcji; dopiero 22 stycznia 1667 r. ostatecznie powrócił do służby czynnej w muszkieterach, uczestnicząc w licznych walkach prowadzonych przez Ludwika XIV. Podczas oblegania miasta Maastricht d’Artagnan został postrzelony kulą z muszkietu w szyję – zmarł chwilę po otrzymaniu rany. Był to rok 1673.

## Cechy postaci
D’Artagnan został stworzony przez Dumasa jako typowy bohater powieści awanturniczych, jednak w każdej części przygód muszkieterów d’Artagnan ma nieco inną osobowość.
W pierwszej części jest młodzikiem, który dopiero co wchodzi w dorosłe życie i uczy się poruszać po świecie wielkiej polityki, którego jednak jeszcze nie rozumie. Ma 18-22 lat. Łatwo wpada w tarapaty i kłopoty. Często najpierw działa, a potem myśli. Jako typowy Gaskończyk jest nieco zbyt narwany i skory do chwytania za rapier. Nie daruje żadnej zniewagi, woli zginąć w pojedynku niż odpuścić komuś zadaną zniewagę. Zakochuje się szczerze w Konstancji i pozostaje z nią w nieskonsumowanym związku aż do jej śmierci. Nie przeszkadza mu to jednak, podobnie jak Aramisowi, romansować z innymi kobietami (Milady de Winter i jej służka Ketty). Kiedy podoba mu się jakaś kobieta i ma okazję ją uwieść, nie marnuje tej okazji, choć jednocześnie wciąż mówi, że jego serce należy wyłącznie do Konstancji (jak tłumaczy się ze swego zachowania Atosowi). Jest bardzo wrażliwy, boli go zarówno śmierć pani Bonacieux i Milady, choć równocześnie dawał nadzieję Ketty i romansował z nią jedynie po to, żeby podejść jej panią.
Nie przyjmuje proponowanego mu przez kardynała stanowiska w jego gwardii, choć wie, że to by go ochroniło przed zemstą Milady i wszelkimi problemami, a także pomogło mu zrobić karierę. Lubi się bawić, dlatego wraz z innymi muszkieterami uczestnicy w ucztach czy grach hazardowych. Doskonale włada rapierem, w pojedynkach jest zawzięty i zacięty, wkłada w nie całe serce. Służba królowi i obrona królowej przed intrygami kardynała jest dla niego oczywistością i bez szemrania bierze udział w misji „diamenty królowej” oraz oblężeniu La Rochelle. Nie czuje jednak żadnej nienawiści czy pogardy do Anglików czy protestantów. Swego sługę Plancheta traktuje w sposób pański, podobnie jak jego kompani, jednak widać pomiędzy nimi nić przyjaźni i lekkie spoufalanie się. D’Artagnanowi nie brak sprytu i pomysłowości, ale również naiwności: sam przyznał się Milady do intrygi, co ściągnęło na niego kłopoty. D’Artagnan jeszcze niezbyt dobrze porusza się po świecie, w jakim przyszło mu żyć. Woli radzić się swoich starszych i mądrzejszych przyjaciół, a przede wszystkim Atosa, którego traktuje jak starszego brata, albo nawet i ojca. Nie jest zachłanny, nominację na porucznika chce oddać któremuś z trzech przyjaciół, a przyjmuje ją sam dopiero wtedy, kiedy każdy z nich odmawia tego zaszczytu. Nie brak mu też odrobiny przewrotności – dowiaduje się przypadkiem, że tajemnicza kochanka Portosa to nie piękna księżna, ale stara i bogata żona mieszczanina, prokuratorowa Couquenard. Ale zachowuje tę wiadomość dla siebie, nie wykorzystując jej; równocześnie praktycznie rozumuje, że takie wieści mogą się kiedyś mu przydać.
W drugiej części d’Artagnan ma już 40 lat (właściwie to 42-43) i jest wciąż porucznikiem muszkieterów. Marzy mu się awans na kapitana, którego stanowisko nie jest obsadzone od odejścia pana de Treville. Nie jest już tak naiwny w kontaktach z kobietami i mężczyznami, jak w poprzedniej części, nie wdaje się romanse, jakie mogą mu zagrozić. Romansuje co prawda z właścicielką oberży, w której mieszka, ale robi to dla własnych korzyści – dzięki temu może u niej mieszkać za darmo. Marzy mu się awans społeczny, ale w przeciwieństwie do Aramisa obrzydzeniem napawa go myśl, że mógłby wykorzystać przyjaciół i zyskać coś ich kosztem – wyjątkiem może być scena z wiązkami siana, jakie sprzedał Portosowi do spania, choć był to zaledwie niewielki zysk. D’Artagnan niemal nigdy nie wykorzystuje przyjaciół do swoich intryg. Oprócz tego nigdy nie działa tylko i wyłącznie dla siebie samego. Sprawy prywatne są dla niego ważne, ale wciąż pozostaje on służbistą na służbie króla i kardynała, dlatego walczy w ich obronie przeciwko Frondzie, którą uważa za zło – choć z drugiej strony nie pochwala wszystkich zagrywek Anny Austriaczki, samego Mazarina zaś nienawidzi i gardzi nim. Mimo to wiernie im służy, choć nieraz zdarzają się od tego wyjątki – przykładowo odmawia wykonania rozkazu kardynała, podając mu za powód niewypłacanie żołdu od bardzo dawna (co było prawdą) i wykonuje go, dopiero gdy otrzymuje w ramach zapłaty sporo warty pierścień. Pozostawał wiernym sługą królewskiego rodu Burbonów, choć nie zawahał się porwać samego Mazarina i puścić go dopiero po spełnieniu przez niego licznych warunków, w tym stanowiska kapitana muszkieterów dla d’Artagnana. Następnie wrócił służbę i w obronie królewskiej rodziny zabił swego przyjaciela Rocheforta.
D’Artagnan chce coś zyskać, jednocześnie pozostając wiernym sługą króla. Liczy na awans i zrobienie wojskowej kariery, ale chce ją zdobyć drogą uczciwej i wiernej służby. Szybko jednak przekonuje się, że królowa i kardynał są bardzo niewdzięczni i łatwo zapominają o uczynionych im zasługach. Wybiera więc inna drogę, a kiedy osiąga swój cel, znowu staje się oddanym i lojalnym sługą. Podobnie jak Atos czuje wielką sympatię do króla Karola I i choć początkowo na rozkaz kardynała walczy przeciwko niemu, potem pomaga kompanom odbić władcę Anglii z więzienia. Widzi we władcy z dynastii Stuartów ideał króla, którego we Francji nie umie dostrzec. Choć widać również, że w stosunkach z Anglikami d’Artagnan zachowuje swego rodzaju dystans (podobnie uważa również Atos). Poza tym nie potrafi zrozumieć, jak poddani mogą podnieść rękę na swego króla, dlatego mierzi go Fronda we Francji oraz rebelia w Anglii. On sam co prawda podnosi rękę na osobę panującą, tj. na kardynała Mazariniego, ale samego króla d’Artagnan darzy szacunkiem, podobnie jak królową, choć uważa ją za osobę zmienną i kapryśną. Oprócz tego d’Artagnan wciąż jest wiernie oddany swoim towarzyszom i pod tym względem nic się nie zmienił.
W trzeciej części przygód d’Artagnan jest już człowiekiem w podeszłym wieku, czy wręcz starym. Ma 55 lat (a pod koniec książki 67). Bardzo przypomina d’Artagnana z poprzedniej części, lecz w przeciwieństwie do niego jest już wypalonym człowiekiem, który widzi wyraźnie, iż na królewskim dworze kariery nie zrobi. Jest rozgoryczony i załamany panującymi obyczajami. Dziwi się, że dorobkiewicze robią karierę, podczas gdy uczciwi ludzie wiernie wykonujący swoje obowiązki czekają bezskutecznie na to, by ktoś ich docenił. Tym większa jest jego złość, gdy Mazarin degraduje go do porucznika, usuwając raz na zawsze stanowisko kapitana muszkieterów. Mimo to wciąż wiernie służy królowi licząc, że odzyska to stanowisko. Kiedy jednak widzi, jak Ludwik XIV odmawia pomocy w restauracji dynastii Stuartów w Anglii (co dla szlachetnego Gaskończyka jest obowiązkiem każdego monarchy), zły wypowiada służbę i wraz z Atosem wspiera Karola II w odzyskaniu władzy w kraju. Tam za swoje zasługi oboje zostają docenieni, lecz mimo to wracają do rodzinnej Francji. Ku jego radości Ludwik XIV po śmierci Mazarina nareszcie docenia starego muszkietera i przywraca go na stanowisko kapitana muszkieterów, a nawet czyni go kimś w rodzaju swojej prawej ręki. D’Artagnan jest dumny ze swego stanowiska i pozostaje władcy oddany, choć wciąż uważa go za lekkomyślnego młodzika, dlatego nie tylko służy królowi swoją szpadą, ale również mu doradza i stara się na niego wywrzeć dobry wpływ. Dziwi się Aramisowi, że ten może służyć Fouquetowi, a nawet spiskować przeciwko samemu władcy Francji. Pomimo tego jednak wciąż jest oddanym przyjacielem i nie chce walczyć z nimi. Nie bacząc na to, czy może mu się coś za to stać, stara się ratować Portosa i Aramisa przed gniewem króla i otwarcie sprzeciwia się królowi w ich sprawie. A kiedy widzi, że to nie pomaga, próbuje podstępem ich ocalić.
Marzy potajemnie o zrobieniu wielkiej kariery wojskowej – chce zostać marszałkiem Francji. Król docenia w końcu jego oddanie i zasługi, bo mianuje go hrabią, a pod koniec życia nawet wręcza mu jego wymarzoną buławę. Chwilę później świeżo upieczony marszałek zginął postrzelony przez wroga i umarł ściskając w dłoni swój bezcenny skarb. Ale cel swój osiągnął. D’Artagnan w ostatniej części trylogii o muszkieterach jest już przede wszystkim starym człowiekiem, który zrozumiał, iż nie pozostawił po sobie na świecie nic (ani dzieci, ani wnuków), że jego zasady honoru i poświęcenia, na jakich się wychował, nic już nie znaczą. Boli go cierpienie Raula, któremu Ludwik XIV odbił ukochaną, ale nie ma sumienia powiedzieć chłopakowi, że Luiza go oszukuje i daje mu nadzieję, która nie ma pokrycia w prawdzie. Dwór jest dla niego pajęczą siecią pełną intryg i fałszu. Mimo to żyje na nim, by móc wspierać króla i Francję. Uważa to za swój obowiązek jako muszkietera i patrioty. Ma za sobą bagaż doświadczeń i oddaje go na usługi królewskie. Największą jednak tragedią dla niego jest to, że będąc żołnierzem nigdy nie zadbał o siebie samego. Zawsze walczył dla króla i kraju, okazyjnie dla siebie samego. Nie miał jednak żony i dzieci, wnuków i prawnuków, z którymi mógłby spokojnie spędzić starość. Po śmierci Atosa i Portosa oraz dożywotniej emigracji Aramisa życie dla kapitana muszkieterów stało się uciążliwe. Nie ma już przy sobie wiernych druhów, z którymi mógłby spędzać czas i wspominać stare czasy. Nie ma nikogo, dla kogo mógłby żyć.

## Zarys wydarzeń, w których d’Artagnan odgrywa aktywną rolę

### Dzieciństwo i przygoda w Meung

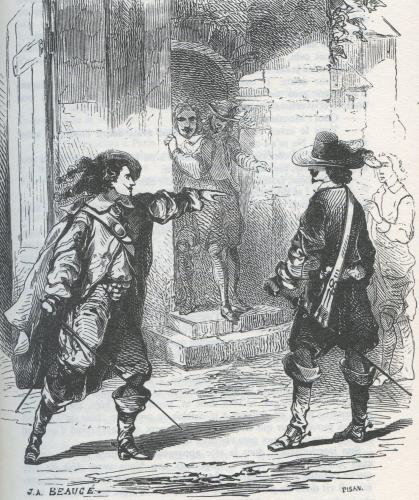
Spotkanie D’Artagnana i Rocheforte’a w Meung (ilustracja Héliodore’a Josepha Pisana)

D’Artagnan urodził się około 1607 roku w Gaskonii w miejscowości Tarbes. Od dziecka chciał zostać muszkieterem, podobnie jak jego ojciec. W wieku osiemnastu lat wyruszył do Paryża, by spełnić swoje marzenie. Był zaopatrzony jedynie w starą szpadę ojca, kilkanaście pistoli, list polecający do pana de Treville oraz przepis od matki na maść leczącą wszystkie rany. Oprócz tego dostał od ojca radę, by pojedynkować się z każdym, kto obrazi jego honor. D’Artagnan zatrzymał się po drodze w Meung, gdzie w miejscowej oberży natknął się na agenta kardynała Richelieu, hrabiego de Rochefort. Wyśmiewał się on z bułanka, na którym jechał d’Artagnan. Młodzieniec wściekły wyzwał go na pojedynek, ale Rochefort nie zamierzał z nim walczyć, lecz wysłał swoich ludzi, którzy zbili go pałkami i połamali szpadę ojca. Przy okazji hrabia ukradł młodzieńcowi list polecający do pana de Treville. Chłopak ocknął się na chwilę i zauważył, że Rochefort rozmawia z tajemniczą kobietą, którą była Milady de Winter. D’Artagnan chciał się dalej bić, jednak był zbyt słaby, żeby to zrobić. Załamany następnego dnia sporządził sam sobie maść i z jej pomocą się wyleczył, po czym pojechał do Paryża. Sprzedał konia, kupił nową szpadę i poszedł do siedziby pana de Treville, kapitana muszkieterów.

### Poznanie trzech muszkieterów
Treville powiedział mu jednak, iż żeby zostać muszkieterem należy wcześniej odsłużyć dwa lata w wojsku lub dokonać czegoś wielkiego. Rozmowa została przerwana przez d’Artagnana, który dostrzegł Rocheforta na ulicy. Wściekły rzucił się za nim w pościg, ale nie dopadł go. Zamiast tego wszedł w konflikt z Atosem, Portosem i Aramisem, którzy po kolei wyzwali go na pojedynek. Kiedy chłopak udał się bić z tym pierwszym na miejscu pojedynku zjawili się wspólni wrogowie, czyli gwardziści kardynała Richelieu. Wesołe trio wspierane przez d’Artagnana pokonało przeciwników, sam d’Artagnan zabił przywódcę gwardii – pana Jussac oraz ocalił życie Atosowi. Od tego czasu Gaskończyk stał się przyjacielem Atosa, Portosa i Aramisa. Następnego dnia d’Artagnan posprzeczał się z jakimś gwardzistą podczas meczu tenisa. Jednakże pojedynek pomiędzy nimi przerodził się w prawdziwą bitwę pomiędzy obiema tymi formacjami. Król wezwał czwórkę przyjaciół do siebie i pełen podziwu dla młodego Gaskończyka dał mu czterdzieści pistoli oraz służbę w gwardii pałacowej, która miała stać się początkiem do osiągnięcia stopnia w gwardii muszkieterów. D’Artagnan zamieszkał w gospodzie pana Bonacieux oraz zatrudnił służącego – młodego Plancheta.

### Miłość do Konstancji
Około roku 1626 gospodarz poprosił go o pomoc w znalezieniu swojej żony, którą na rozkaz kardynała uprowadził Rochefort. D’Artagnan obiecał swemu gospodarzowi wsparcie w tej sprawie. Niedługo potem pan Bonacieux został aresztowany, a w jego domu zastawiono kocioł. Konstancja, żona pana Bonacieux, wpadła w niego, ale uwolnił ją d’Artagnan, który zakochał się w niej (z wzajemnością). Odprowadził ją do pałacu królewskiego i powierzył opiece pana de La Porte, po czym za jego radę odwiedził pana de Treville i wyrobił sobie u niego alibi na wypadek ewentualnego śledztwa w sprawie pani Bonascieux. Wracając do swego mieszkania przypadkiem zobaczył, jak Konstancja puka do drzwi domu Aramisa i odbiera znak chusteczką. D’Artagnan podszedł do niej i zapytał ją o to, ale kobieta poprosiła, by jej nie śledził. Mimo wszystko chłopak niechcący znowu się na nią natknął i zobaczył Konstancję w towarzystwie tajemniczego młodego człowieka w mundurze muszkietera. Zazdrosny zaatakował ich, ale kobieta nie dopuściła do walki i wyznała, że mężczyzną który jej towarzyszy, jest księciem Buckingham i ma on schadzkę z królową Anną Austriaczką. D’Artagnan odprowadził więc ich na miejsce spotkania i wrócił do siebie.

### Misja „Diamenty królowej”
Kilka dni później Gaskończyk podsłuchał rozmowę Konstancji z jej mężem – prosiła ona męża, by zawiózł on do premiera Anglii list od królowej Francji. Ale mąż odmówił deklarując się jako sługa kardynała i wyszedł donieść o tym wszystkim Rochefortowi. Po jego wyjściu d’Artagnan zszedł do Konstancji i powiedział, że list może zawieść on. Pani Bonacieux wtajemniczyła chłopaka w sprawę „diamentowych spinek królowej” i powiedziała, że ma on dwanaście dni na powrót z nimi. D’Artagnan ukrył ukochaną w swoim pokoju, kiedy zjawił się powiadomiony przez jej męża Rochefort, po czym załatwił przepustkę dla siebie oraz Atosa, Portosa i Aramisa. Razem z nimi wyruszył w drogę do Anglii. Po drodze jednak Portos, Aramis i Atos zostali wyeliminowani z gry. a d’Artagnan został sam z Planchetem. Dotarli obaj do Calais, ale żeby płynąć do Anglii należało mieć glejt kardynała. Gaskończyk stoczył więc pojedynek z jego agentem, hrabią de Wardes i pokonał go, otrzymując przy tym cios w żebro. Zabrał pokonanemu przeciwnikowi glejt i jako on popłynął do Anglii. Tam przekazał list od królowej księciu Buckingham, który postanowił oddać Annie Austriaczce diamenty. Niestety dwa diamenty ukradła dla kardynała Milady de Winter. Książę kazał więc dorobić brakujące kamienie i d’Artagnan z Planchetem wrócili do Francji dostarczając je na czas. W nagrodę za swój czyn chłopak otrzymał pierścień z diamentem od królowej oraz schadzkę z Konstancją. Jednakże kiedy się na nią udał nikogo nie zastał. Od jednego chłopa dowiedział się, iż jego ukochaną porwali Rochefort i pan Bonacieux. Załamany chłopak pojechał z pięknymi końmi i bogatymi rzędami (podarunek od Buckinghama) do kurujących się Portosa, Aramisa i Atosa (temu drugiemu przekazał wieści od jego kochanki). Każdemu z przyjaciół zostawił konia z rzędem. Z Atosem pozostał nieco dłużej, zawierając również znajomość z lordem de Winter i grał z nim w kości. Po czym on i Atos przybyli do gospody, gdzie czekali na nich już Portos i Aramis. Cała czwórka wróciła do Paryża, gdzie dowiedzieli się, iż d’Artagnan został właśnie mianowany muszkieterem. Bardzo to ucieszyło chłopaka, ale wciąż martwił się on o ukochaną.

### Romans z Milady
Przypadkiem spotkał w kościele Milady de Winter i wpadła mu ona w oko. Pojechał za nią i był świadkiem jej sprzeczki z lordem de Winter. Zły wyzwał lorda na pojedynek, który był prawdziwą bitwą Francuzów z Anglikami – oprócz nich bili się sekundanci (ze strony lorda Anglicy, ze strony d’Artagnana Atos, Portos i Aramis). Wygrali Francuzi. Po walce d’Artagnan i lord nawiązali ze sobą przyjaźń. Lord zabrał go do siebie i przedstawił Milady, swojej szwagierce. Potem wyjechał do Anglii, a Milady została i nawiązała romans z d’Artagnanem. Jednocześnie romansowała z hrabią de Wardes, o czym chłopakowi doniosła zakochana w nim służka Milady, Ketty. Gaskończyk więc uwiódł Ketty idąc z nią kilkakrotnie do łóżka i wydobył od niej listy od Milady do hrabiego. Odpisał jej jako on i w nocy potajemnie ją odwiedził podając się za de Wardesa. Milady spędziła z nim noc i dała mu zlecenie zabicia d’Artagnana – w zamian dała mu tajemniczy pierścień, który potem Atos rozpoznał jako swój rodowy klejnot. Mimo rad przyjaciela d’Artagnan odpisał wulgarnie Milady udając hrabiego, po czym jako on sam odwiedził kobietę, która spędziła z nim noc i poprosiła go o zabicie de Wardesa. D’Artagnan jednak przyznał się jej do oszustwa i Milady zaczęła się z nim szarpać. Wówczas rozerwał on jej ramię nocnej koszuli i zauważył, że ma ona wypaloną czarną lilię. Milady wówczas chciała go zabić sztyletem, ale jednak chłopak uciekł z pomocą Ketty przebrany za kobietę i schronił się u Atosa. Tam dowiedział się, że Milady to napiętnowana złodziejka, a także żona Atosa. Niedługo potem uciekła od swej pani Ketty i poprosiła d’Artagnana o pomoc. Chłopakowi pomógł wówczas Aramis, który znalazł jej pracę u księżnej de Chevreuse.

### Oblężenie La Rochelle
Tymczasem był rok 1627 i wojska króla i kardynała ruszyły na twierdzę hugenocką, La Rochelle. Atos sprzedał swój rodowy pierścień odzyskany przez przyjaciela i nabył za niego ekwipunek dla siebie i d’Artagnana. Gaskończyk przed wyjazdem zobaczył na drodze karocę, którą jechała Konstancja. Okazało się, że królowa odkryła jej miejsce uwięzienia i uwolniła ją, po czym ukryła w nieznanym miejscu. Tego samego dnia d’Artagnan został wezwany przez kardynała, który zaoferował mu służbę w swojej gwardii. Chłopak jednak odmówił i wyjechał pod La Rochelle. Tam jednak dopadła go zemsta Milady. Kobieta wynajęła dwóch zbirów, by go zabili. Raz próbowali to zrobić, gdy jechał konno przez pustkowie. Drugi raz, kiedy wraz z grupą swoich żołnierzy udał się na patrol, by podejść hugenotów, jednak podczas walki z nimi zaatakowany został od tyłu przez poprzednich sprawców zamachu na jego życie. Za pierwszym napadem uciekł, za drugim zabił jednego zbira, a drugiego wziął do niewoli. Niedługo potem d’Artagnan otrzymał przesyłkę, w której było kilka butelek wina od Atosa, Portosa i Aramisa. Jednakże tego samego zjawili się oni sami i powiedzieli, że nie wysyłali przyjacielowi wina. Prawda wyszła na jaw, gdy pochwycony zbir napił się owego wina i zmarł. Wino było bowiem zatrute. Przyjaciele zniszczyli butelki i odtąd trzymali się razem. Oblężenie tymczasem trwało. Atos zaproponował dla zakładu, że on i jego trzech przyjaciół utrzyma do południa Bastion Św. Gerwazego i obroni go przed hugenotami. Zakład oczywiście wygrali, a podczas obrony Bastionu d’Artagnan dowiedział się od przyjaciół, że kardynał Richelieu zlecił Milady zabójstwo księcia Buckinghama, by ten nie mógł wesprzeć hugenotów z La Rochelle. W tym celu dał Milady list żelazny pozwalający jej na dowolną działalność. Atos jednak odebrał jej ów glejt i dał go teraz d’Artagnanowi. Gaskończyk chciał uprzedzić Buckinghama o wszystkim, ale przyjaciel wyjaśnił mu, że w czasie wojny Buckingham jest ich wrogiem i uprzedzanie go o zamachu będzie zdradą. Zamiast tego postanowiono użyć innego sposobu – d’Artagnan wysłał Plancheta do lorda de Winter, a Atos Grimauda do Anny Austriaczki. Oni zaś mieli uprzedzić księcia o zamachu i nie dopuścić do niego. By jednak móc to zrealizować d’Artagnan musiał sprzedać pierścień od królowej, co zrobił z bólem serca. Działalność ta jednak nic nie dała i książę tak został zabity.

### Samosąd nad Milady
Muszkieterowie nie wiedzieli o tym wszystkim i z pomocą Aramisa odkryli, gdzie przebywa Konstancja – w klasztorze w Bethune. D’Artagnan i jego trzej przyjaciele udali się po nią, jednakże spóźnili się. Milady bowiem ich uprzedziła i otruła Konstancję. Przyjaciele rzucili się w pościg za występną kobietą i z pomocą lorda de Winter oraz kata z Bethune dopadli ją. Odbyli nad nią samosąd i skazali na śmierć. Kiedy doszło do wykonania wyroku d’Artagnan powodowany uczuciem był gotowy obronić Milady, ale twarda postawa Atosa zmusiła go do zrezygnowania z tego. Kobieta została ścięta, zaś Richelieu nakazał Rochefortowi aresztować d’Artagnana, którego wezwał do siebie i zażądał wyjaśnień dotyczących jego „niepatriotycznego zachowania”. On jednak opowiedział prawdę o egzekucji Milady oraz pokazał Richelieu odebrany jej list żelazny, dzięki czemu wybronił siebie i przyjaciół. Kardynał więc dał mu in blanco nominację na porucznika muszkieterów. Chłopak chciał dać ją komuś ze swoich przyjaciół, ale każdy z nich odmówił i d’Artagnan awansował. Przy okazji u kardynała Gaskończyk poznał Rocheforta, z którym umówił się na pojedynek. Doszło aż do trzech starć pomiędzy nimi. Za każdym razem d’Artagnan wygrał i ranił swego przeciwnika. Po trzecim pojedynku oboje się zaprzyjaźnili. Niedługo potem La Rochelle padło, zaś Portos i Aramis wystąpili z wojska, a po kilku latach uczynił to też i Atos.

### Dwie misje – od królowej i kardynała
W roku 1630 dostaje od Anny Austriaczki zadanie zawiezienia wiadomości do księżnej de Chevreuse. Najpierw wyjechał do Paryża. Po drodze znalazł zabitego przez zbójów agenta kardynała. Odebrał mu listy Aramisa do księżnej de Chevreuse i hrabiny Heleny de Sirle – wszystkie zniszczył na miejscu. Przy okazji zabrał też pierścień, jaki znalazł przy zwłokach. Pierścień należał do marszałka Bassompierre. D’Artagnan zatrzymał się w oberży, gdzie wszedł w konflikt z hrabią de Montforge, który obraził królową. Porucznik wyzwał go na pojedynek, w którym sekundował mu przypadkowo tam spotkany Portos. Pojedynek jednak przerwał Richelieu, który nakazał adwersarzom pogodzić się, po czym wezwał do siebie d’Artagnana i nakazał mu ruszyć z misją do księżnej de Chevreuse oraz listem do hrabiny Heleny de Sirle. Porucznik załatwił więc przepustkę dla siebie i Atosa, by mogli oni jechać obaj. Było to o tyle korzystne, że sam lord de Winter wzywał Atosa, Portosa, Aramisa i d’Artagnana do hotelu markiza de Saint Luc w bardzo ważnej sprawie. Można było więc pogodzić misje porucznika i wyprawę dla siebie. Przed wyjazdem d’Artagnan odwiedził swoją kochankę, gdzie jednak odkrył, że podsłuchuje go hrabia de Montforge. Chłopak próbował go zabić kindżałem, ale szpieg uciekł. Porucznik więc wrócił do siebie, po czym następnego dnia wraz z Atosem i Portosem udał się w drogę. Przyjaciele zatrzymali się w oberży. D’Artagnan zauważył, jak obok niej przejeżdża kareta z Aramisem. Rzucił się konno za nią w pościg, ale jej nie dogonił. Musiał się więc zatrzymać, by złapać oddech i wtedy właśnie napadli go ludzie hrabiego de Montforge. D’Artagnan zabił ich obu, ale został przy tym ranny i gdy się ocknął stali nad nim chłopi, którzy biorąc go za trupa okradli go z prawie wszystkich ubrań. W samej koszuli porucznik muszkieterów dotarł do gospody, gdzie znalazł Aramisa (od którego pożyczył spodnie) i tajemniczego Kawalera Nemo, którym była przebrana księżna de Chevreuse. Kobieta dowiedziawszy się, jaki jest cel podróży chłopaka zażądała od niego podania jej wiadomości do siebie. Porucznik nie poznał jej i zaatakował ją szpadą lekko ją raniąc w szyję. Na widok swojej krwi księżna zemdlała. D’Artagnan zaczął ją cucić i zobaczył, że ma ona piersi – domyślił się, kim ona jest i kiedy ona odzyskała przytomność udając, że niczego nie odkrył, przekazał jej wieści od królowej i od kardynała. Następnie dotarł do hotelu na spotkanie, gdzie odnalazł też Atosa i Portosa.

### Sprawa Raula
Cała trójka dowiedziała się od lorda de Winter o Raulu d’Aram oraz o tym, czemu jest on ważny dla kardynała. Na skutek pewnego testamentu chłopiec jest podejrzewany o bycie synem królowej Francji i księcia Buckingham. Atos i Portos odebrali chłopca z klasztoru. Jednocześnie d’Artagnan zatrzymał pana Riberaca (agenta kardynała), zabił go i odebrał mu testament, niszcząc szkodliwy dla ich sprawy kodycyl. Następnie odwiedził hrabinę Helenę de Sirle i przekazał jej list od Richelieu. Kobieta jednak wciągnęła porucznika w pułapkę – udając swą siostrę uwiodła go i zamknęła w pokoju pułapce. Po czym przyjęła u siebie marszałka Bassompierre’a i zaciągnęła go do swojej sypialni, żeby go zabić z pomocą trzech gwardzistów kardynała. Jednakże marszałek pijany pomylił pokój pułapkę z sypialnią i d’Artagnan zajął jego miejsce w łóżku hrabiny. Na rano trzej gwardziści zaczęli dźgać po łóżku szpadami i niechcący zabili hrabinę, a chwilę potem zginęli z ręki porucznika, który uwolnił marszałka i razem z nim uciekł. Po czym dołączył do przyjaciół, schronił się z nim w oberży i tam stoczyli walkę z hrabią de Montforge i jego ludźmi. W walce cała trójka została poważnie ranna, ale ludzie hrabiego zginęli. Sam hrabia bił się z d’Artagnanem i ciężko go ranił, lecz chwilę potem sam zginął z ręki Atosa. D’Artagnan z Atosem i Portosem po walce wrócili do Paryża. Portos wrócił do domu, zaś Atos opuścił służbę i zaadoptował Raula. D’Artagnan został na służbie i podczas tzw. Dnia Wywiedzionych w Pole, kiedy wszyscy niszczyli grożące im papiery, on poszedł w ich ślady, ale niechcący spalił również kwit od krawca, wskutek czego musiał zapłacić mu ponownie pieniądze za ubranie. Nie żałował jednak tej straty.

### Służba dla Mazarina i walka z Frondą
D’Artagnan długo nie miał kontaktu z przyjaciółmi. Wciąż jednak miał wiele zadań i nie narzekał na nudę. Zamieszkał w gospodzie pewnej młodej wdowy, Magdaleny. Dając jej nadzieję, że może zostać jej mężem mieszkał w gospodzie za darmo. Kiedy pojechał na jedną wojnę i rozeszły się pogłoski, że zginął, kobieta wzięła sobie nowego kochanka. Ale d’Artagnan wrócił z wojny i zobaczywszy konkurenta spuścił mu lanie i dalej spokojnie mieszkał w gospodzie. W roku 1648, kiedy wybuchła Fronda, d’Artagnan wciąż był porucznikiem, ale liczył na awans za wierną służbę. Na rozkaz kardynała Mazarina sprowadził z Bastylii swego przyjaciela, hrabiego de Rochefort. Obydwaj po drodze do pałacu królewskiego spokojnie sobie porozmawiali. Mazarin potrzebował do gwardii wiernych ludzi. Rochefort odmówił wstąpienia do niej, ale jednak zaproponował do niej Atosa, Portosa, Aramisa i d’Artagnana. Ten ostatni dostał więc zadanie sprowadzenia swoich dawnych kompanów do służby królewskiej. Problem w tym, że nie wiedział, gdzie oni są. Wrócił do domu i znalazł tam chowającego się przed strażą Plancheta, który właśnie pomógł uciec Rochefortowi. Z pomocą dawnego sługi d’Artagnan odnalazł Bazina, sługę Aramisa, ale ten skłamał, iż nie wie, gdzie jest jego pan. Porucznik i jego sługa ruszyli jednak za nim i znaleźli Aramisa ściganego przez męża swej ostatniej kochanki. Aramis jednak odmówił wstąpienia do gwardii i wskazał mu drogę do Portosa. Ten zgodził się wstąpić do wojska i wskazał również drogę do Atosa, który jednak także odmówił służby kardynałowi. Niedługo potem książę de Beaufort, przywódca Frondy, uciekł ze swego więzienia, w czym pomogli mu Atos, Aramis i Rochefort. D’Artagnan z Portosem ruszyli w pościg za uciekinierem, o mało przy tym nie tratując ulubieńca tłumów, radcę Broussela. Obaj muszkieterowie zamęczyli konie i zdobywszy podstępnie nowe wierzchowce ruszyli dalej. Udało się im dogonić księcia, ale musieli zrezygnować z pochwycenia go, kiedy po krótkiej walce z jego eskortą obaj zobaczyli, kto go ochrania. Zrozpaczeni porucznik i jego przyjaciel wrócili do Paryża meldując o swej porażce, po czym potajemnie spotkali się z Atosem i Aramisem. Cała czwórka złożyła sobie ponownie przysięgę wiecznej przyjaźni. Niedługo potem doszło do manifestacji z powodu poturbowania Broussela. Królowa nakazał z zemsty aresztować radcę, co wzburzyło tłum, który wyległ na ulicę i domagał się oddania mu swego ulubieńca. D’Artagnan z Portosem byli świadkami, jak królowa długo nie chcąc wydać Broussela Paryżan ostatecznie ulega presji kardynała i zwalnia radcę z więzienia. Rozmowa między królową i kardynałem toczyła się po hiszpańsku, lecz dwaj muszkieterowie znali ten język i wszystko zrozumieli. Z obawy o własne życie zachowali jednak ten fakt dla siebie. Po tych wydarzeniach królowa postanowiła wraz z młodym królem i kardynałem opuścić Paryż. Mazarin jako pierwszy dla próby chciał wyjechać i sprawdzić, czy taki krok jest możliwy. D’Artagnan i Portos mieli go eskortować, jednak porucznik odmówił wykonania rozkazu z powodu niewypłacania im od dłuższego czasu żołdu. Chciwy kardynał dał mu więc pierścień z diamentem – był to ten sam pierścień, jaki d’Artagnan otrzymał w „Trzech muszkieterach” od królowej i który musiał zastawić, by ostrzec księcia Buckingham o zamachu. Teraz królowa odkupiła pierścień i kazała Jego Eminencji go oddać porucznikowi. Kardynał jednak zachował go dla siebie aż do tej chwili. Po wręczeniu pierścienia rachunki zostały uregulowane i muszkieterowie zawieźli kardynała do kryjówki. Udało im się. Co prawda po drodze zatrzymał ich frondycki patrol, ale jednak dowodził nim Planchet, który puścił swego dawnego pana spokojnie w dalszą drogę. D’Artagnan w ten sam sposób przewiózł również królową, młodego króla i jego opiekuna karetą skradzioną frondyście panu de Gondy. Niedługo potem w kryjówce Jego Wysokości pojawili się również najbliższe otoczenie dworskie władczyni, zaś d’Artagnan wraz z Portosem kupili sporo siana od chłopów i sprzedali je dworzanom, by ci mieli na czym spać.

### Misja w Anglii
Tej samej nocy, kiedy miały miejsce te wszystkie wydarzenia, d’Artagnan i Portos zostali wysłani z misją do Anglii – mieli pomóc tajemniczemu Mordauntowi w wykonaniu wszelkich rozkazów Olivera Cromwella. Przyjaciele nie wiedzieli, że Mordaunt to syn Milady, który zamierza pomścić śmierć matki zabijając uczestników samosądu nad nią. Otrzymali co prawda list od Atosa i Aramisa, którzy ostrzegali ich przed człowiekiem nazwiskiem Mordaunt i radzili im oni pozbawić go życia jak najszybciej, lecz porucznik muszkieterów uznał, że lepiej zachować młodzieńca przy życiu, by ten pomógł im wykonać zadanie kardynała – służenie Cromwellowi. Od Cromwella z kolei otrzymmali oni rozkaz, aby schwytać króla Anglii Karola I. D’Artagnan i Portos pomogli więc synowi Milady pochwycić króla, a także towarzyszących mu Atosa i Aramisa (którzy wstąpili do tego króla na służbę). Na szczęście d’Artagnan znalazł wyjście z sytuacji – nakazał przyjaciołom uciekać na okrzyk „O Jezu!”, po czym wsadził swemu koniowi iskrę do ucha i spowodował jego chwilowe szaleństwo. Rzekomo przerażony dał okrzyk będący hasłem do ucieczki i Atos z Aramisem wyrwali się strażom. D’Artagnan z Portosem ruszyli za nimi rzekomo w pościg, w rzeczywistości zaś połączyli się z nimi, po czym razem ruszyli do Londynu uratować króla Anglii przed śmiercią. Najpierw chcieli odbić władcę z obozu, w którym był odwracając uwagę strażników grą w karty, jednak nagłe zjawienie się Mordaunta, który ich zdemaskował, udaremniło cały plan. Przyjaciele więc salwowali się ucieczką, po czym w stolicy podjęli się kolejnej próby uwolnienia króla. Najęli się do budowy szafotu, pod którym zrobili podkop do królewskiej celi. Trzeba było jednak jeszcze wybić dziurę w podłodze, co wymagało przynajmniej kilku godzin, których jednak nie mieli. By zyskać na czasie d’Artagnan sprzedał pierścień od królowej i pieniądze za niego wręczył katu, który dał się im uwięzić. Pomocnik kata zaś przypadkiem złamał nogę, więc wszystko szło po myśli przyjaciół. Niestety nie na długo – znalazł się ochotnik do ścięcia króla. Był nim Mordaunt. Egzekucja się odbyła i Karol I został ścięty. Załamani czterej muszkieterowie dopadli syna Milady i odbyli nad nim sąd. Skazali go na śmierć, ale postanowili dać mu szansę, jakiej nie mogli dać jego matce – pojedynek z jednym z nich. Ciągnęli losy i wybór padł na d’Artagnana. Niestety Mordaunt podczas walki wymknął im się tajnym przejściem i zastawił pułapkę na statku „Błyskawica”, którym przyjaciele mieli uciec do Francji. Statek miał zostać wysadzony w powietrze wraz z nimi na pokładzie. Przyjaciele jednak odkryli prawdę z pomocą wiernych sług i uciekli z pułapki na szalupie zaopatrzonej w prowiant, statek zaś wyleciał w powietrze bez nich. Zdradziecka załoga zginęła, a Mordaunta zabił Atos.

### Uprowadzenie kardynała
Po dopłynięciu do Francji przyjaciele rozdzielili się. D’Artagnan i Portos odjechali do Paryża inną drogą niż Atos i Aramis licząc, że spotkają się z nimi w oberży. Niestety Cromwell doniósł Mazarinowi o ich poczynaniach, przez co ledwo znaleźli się w stolicy, zostali aresztowani przez spory oddział żołnierzy i wrzuceni do lochu w zamku kardynała w Rouen. Przed aresztowaniem zostawili znaki w oberży, dzięki czemu przyjaciele łatwo dowiedzieli się, gdzie oni są. Niedługo potem Atos wystąpił w ich obronie i również został uwięziony w tym samym lochu. Na szczęście przyjaciele wymknęli się z więzienia nokautując strażników i przebierając się w ich mundury. Następnie porwali samego Mazarina, uwolnili Atosa i we trójkę uciekli z cennym zakładnikiem. Uciekając spotkali Aramisa i Raula na czele frondystów, którzy przyszli im z pomocą. Cała grupa zamknęła Jego Eminencję w zamku Portosa i zmusiła go licznych ustępstw wobec Frondy oraz spełnienia żądań osobistych – jednym z nich było stanowisko kapitana muszkieterów dla d’Artagnana. Mazarin napisał więc list wyrażający zgodę na żądania porywaczy, którą potem królowa musiała zaakceptować. Świeżo upieczony kapitan pojechał do Anny Austriaczki i przedstawił jej całą sprawę. Ta była bardzo niezadowolona, ale jednak przyjęła warunki porywaczy. D’Artagnan wreszcie został kapitanem oraz otrzymał nowy pierścień od Anny Austriaczki. Wraz z Portosem (który z kolei awansował na barona) eskortował karocę królewską, którą królowa, król i kardynał wracali do stolicy. Jednakże grupa mieszczan ją zaatakowała. D’Artagnan więc machnął szpadą i zabił przywódcę atakującego tłumu zbyt późno spostrzegając, że jest nim hrabia de Rochefort. Załamało go to bardzo. Do tego Portos postanowił porzucić służbę i wrócić do domu. D’Artagnan więc znów został sam, a w dodatku musiał się szykować do kolejnej wojny – tym razem we Flandrii.

### Porzucenie służby i restauracja dynastii Stuartów
D’Artagnan wiernie jako kapitan służył królewskiej rodzinie na wojnach i w pokoju. Mściwy Mazarin nie zapomniał mu udział w jego porwaniu i po ostatniej wojnie stwierdził, iż kapitan muszkieterów, czyli notabene zaraz po królu najbardziej wpływowa osoba we Francji, nie jest potrzebna krajowi i zdegradował bohatera znowu do stopnia porucznika, usuwając ze stanowiska kapitana muszkieterów. D’Artagnan jednak liczył na to, iż zdoła je odzyskać wiernie służąc królowi. Szybko jednak zrozumiał, że nie ma na co liczyć, albowiem Mazarin nigdy do tego nie dopuści. W roku 1661 do Francji przybył Karol II, syn Karola I, by odzyskać władzę w swoim kraju. Chciał prosić o pomoc w tym celu Ludwika XIV, ale ten naciskany przez kardynała odmówił. Urażony tym czynem króla d’Artagnan poszedł do niego i złożył mu wypowiedzenie. Po czym postanowił udać się do Anglii i wesprzeć młodego księcia. Chciał na tę misję zabrać ze sobą Atosa, Portosa i Aramisa, ale żadnego z nich nie zastał w domu. Spotkał tylko ich służących, od których się dowiedział, że ich panowie wyjechali. Zasmucony tym zdarzeniem d’Artagnan udał się do Plancheta, u którego od dawna trzymał pieniądze na procent. Zawarł ze swym dawnym sługą spółkę i obaj panowie spisali umowę, na mocy której pan d’Artagnan otrzymał dwadzieścia tysięcy liwrów na poczet szykowanej wyprawy do Anglii. Po czym ex-porucznik wynajął za w ten sposób zdobyte pieniądze bandę zabijaków, z którą udał się do Anglii. W przebraniu rybaków banda dotarła do obozu wroga młodego króla, generała Moncka i podstępnie uprowadziła go w skrzyni. Zabijaki zawieźli swego cennego zakładnika do Karola II, ale ten nakazał puścić go wolno, zyskując tym samym jego wdzięczność. Monck wrócił z d’Artagnanem do obozu, gdzie spotkali oni Atosa, który również przybył do Anglii wesprzeć króla i właśnie został oskarżony o porwanie generała Moncka. Na szczęście wódz wrócił i wszystko się wyjaśniło. Atos wyjechał do króla, zaś d’Artagnan został przy generale, którzy przekabacił żołnierzy swego osobiste wroga (generała Lamberta) na swoją stronę, po czym udał się wraz z nimi do Londynu. Tam uzyskał od ludu pełnię władzy, którą natychmiast oddał królowi Karolowi II. Ten zaś odznaczył Atosa Orderem Złotego Runa, zaś d’Artagnanowi ofiarował spory okup za Moncka. Proponował im obojgu również wysokie urzędy, ale obaj panowie zadowolili się taką nagrodą, jaką otrzymali i wrócili do Francji.

### Powrót do służby i upragniony awans
D’Artagnan spłacił dług Planchetowi i chciał osiąść na stałe w jakimś spokojnym miejscu. Nie było mu to jednak dane – Ludwik XIV wezwał go do siebie i zaproponował mu powrót na dawne stanowisko oferując mu w zamian stopień kapitana, wysoką pensję oraz order. D’Artagnan miał za to jednak wykonać dla niego pewne zadanie – dowiedzieć się kto i dlaczego fortyfikuje zamek Belle-Isle? D’Artagnan ruszył więc w drogę i kiedy przybył na miejsce zastał tam kierującego budową Portosa. Ten nieświadomy misji przyjaciela powiedział mu, iż fortyfikację nakazał mu Aramis, a dzieje się ona dla i za wiedzą wszechwładnego ministra Fouqueta. Po czym Portos zabrał d’Artagnana do siedziby Aramisa, ten jednak zorientował się w misji przyjaciela i wysłał Portosa z wieścią do swego pryncypała. Niedługo potem sam się u niego zjawił. D’Artagnan zły, że został oszukany, pognał do króla, ale było już za późno. Fouquet bowiem namówiony przez Aramisa ofiarował królowi Belle-Isle i misja muszkietera nie powiodła się. Mimo to król ofiarował mu obiecane nagrody i d’Artagnan znów był kapitanem muszkieterów. Jako taki wierny czuwał przy królu i starał się mieć na niego dobry wpływ.

### Życie na dworze Ludwika XIV
Korzystając z wolnych dni d’Artagnan odwiedził przebywającego w Paryżu Portosa. Nie wiedział co prawda, gdzie on przebywa, lecz udało mu się wciągnąć w rozmowę gubernatora Bastylii, pana de Baisemeaux, od którego dowiedział się kilku rzeczy na temat Aramisa. Gubernator jednak widząc, że za dużo powiedział kapitanowi muszkieterów, natychmiast wysłał Portosowi list z prośbą o ostrzeżenie Aramisa. D’Artagnan jednak widział to wszystko i podstępnie korzystając z zamieszania, jakie się wywiązało na ulicy, odebrał posłańcowi list i odczytał go. Na kopercie listu był adres domu, w którym przebywał Portos. D’Artagnan więc odwiedził go, po czym obaj odwiedzili Plancheta, który zaprosił ich do swej wiejskiej posiadłości. Tam cała trójka upiła się na całego wspominając dawne czasy. Na rano d’Artagnan zauważył pogrzeb generała zakonu jezuitów, na którym dostrzegł Aramisa i księżnę de Chevreuse. Podejrzewał, iż kryje się za tym jakaś intryga. Nieco później zabrał ze sobą Portosa na dwór królewski i przedstawił go samemu królowi, któremu baron du Vallon tak przypadł do gustu, że od razu zaprosił go na ucztę. Podczas tejże uczty Aramis w potajemnej rozmowie zaproponował d’Artagnanowi wstąpienie na służbę do Fouqueta, ale kapitan odmówił. Dał również Aramisowi do zrozumienia, że wie o tym, iż coś on knuje i po przyjacielsku poradził mu wycofać się z tego. W międzyczasie, gdy w Luwrze trwała uczta, to w lesie pojedynkowali się ze sobą hrabia de Guise oraz wicehrabia de Wardes – ten pierwszy został poważnie ranny. Król dowiedział się o wszystkim i rozzłościł się, w końcu pojedynki były zakazane. Jednakże wszyscy wtajemniczeni zaczęli głośno wyjaśniać królowi, iż hrabia zranił się polując na dzika. Ludwik nie uwierzył w te wyjaśnienia i wysłał d’Artagnana na zwiad. Ten zaś niczym prywatny detektyw szybko wyjaśnił całą sprawę i ujawnił prawdę. Król chciał surowo ukarać pojedynkowiczów, ale zmienił zdanie, gdy dowiedział się o rzekomej przyczynie całego pojedynku – była nim kochanka króla Luiza de La Valliere. Ludwik więc publicznie ogłosił, iż wierzy w historię o dziku, by nie mieszać kochanki do tej sprawy. Jednego dnia jednak Luiza została przepędzona z dworu przez zazdrosną o króla księżniczkę Henriettę. Dziewczyna błąkała się nocą po ulicy i wpadła na pijanych mieszczan. W ostatniej chwili z opresji ocalił ją d’Artagnan i na jej życzenie zaprowadził do klasztoru. Następnie mimo jej błagań powiadomił króla o wszystkim. Ludwik pojechał po ukochaną i wyprosił u niej powrót na dwór. Jednakże Luiza była ukochaną Raula de Bragelonne, syna Atosa, któremu dawała fałszywe nadzieje na ślub jednocześnie romansując z królem. Gdy za sprawą księżniczki Henrietty sprawa ta wyszła na jaw Atos odwiedził króla i powiedział mu, co sądzi o ludziach uwodzących cudze ukochane i wypowiedział mu posłuszeństwo. Za swój czyn Atos miał zostać osadzony w Bastylii. Ale d’Artagnan ponownie uratował sytuację – zabrał Atosa do Bastylii, by ten zjadł obiad z jej gubernatorem i przebywającym tam właśnie Aramisem, po czym kapitan sam odwiedził króla i mądrymi argumentami przekonał go do zmiany decyzji oraz ułaskawienia Atosa. Następnie d’Artagnan powrócił do więzienia i zabrał przyjaciela z powrotem do domu.

### Człowiek w żelaznej masce
Niedługo potem odbył się bal u Fouqueta w Vaux. D’Artagnan był jednym z zaproszonym. Podczas przyjęcia król dał mu nietypowe zadanie – aresztować Fouqueta za jego dawne malwersacje. Muszkieter jednak przekonał monarchę, że aresztowanie gospodarza, u którego się jest w gościnie jest co najmniej nie na miejscu i poprosił, by król przemyślał to do rana. Do tego czasu d’Artagnan postanowił pilnować Fouqueta w jego sypialni. Tak też się stało, ale jednak w nocy doszło do intrygi – król został podmieniony przez Aramisa i Portosa na swego brata bliźniaka Filipa. Jednakże intryga została zdemaskowana i król wrócił na tron, zaś jego bliźniak ocalał jedynie dzięki temu, iż głośno przy wszystkich powiedział, kim jest. Ludwik bojąc się skandalu, zesłał brata na Wyspę Św. Małgorzaty, gdzie Filip miał zostać zamknięty w twierdzy i traktowany z godnością, choć za cenę noszenia na twarzy żelaznej maski aż do śmierci. D’Artagnan osobiście zawiózł chłopaka do jego więzienia. Podczas drogi na wyspę kapitan muszkieterów o mało nie zginął z rąk załogi statku, którym płynął – załoga nie chciała płynąć podczas sztormu, a kiedy kapitan próbował ich do tego zmusić, rzucili się na niego. Zginąłby niechybnie, ale Filip ocalił mu życie. Po przewiezieniu go na wyspę d’Artagnan przez pewien czas pozostał przy swoim więźniu pilnując go. Kiedy na ową wyspę przybyli również Atos i Raul, by spotkać się tam z księciem de Beaufort, byli świadkami, jak Filip upuścił ze swojej celi srebrną tacę, na której nieco wcześniej zostawił wiadomość. Strażnicy o mało nie zabili ojca i syna, ale przeszkodził im d’Artagnan, radośnie witając przyjaciół. Spędził z nimi trochę czasu, po czym wrócił na rozkaz króla do Vaux, gdzie miał aresztować Fouqueta – tym razem bez możliwości odroczenia wyroku. Przerażony minister zaczął uciekać, a kapitan ruszył za nim w pościg. Fouquet bojąc się o swoje życie strzelił do konia d’Artagnana zabijając go. Jednak kapitan oznajmił, iż nawet pieszo będzie ścigał swego więźnia. Fouquet wiedząc, na co kapitan narazi się królowi, jeśli wróci z niczym, zawrócił i dobrowolnie oddał się w ręce muszkietera. Oczywiście został osadzony w więzieniu.

### Pościg za Portosem i Aramisem
D’Artagnan dostał kolejne zadanie – ściganie na czele wojsk królewskich Portosa i Aramisa, którzy schronili się w zamku Belle-Isle. Kapitan z bólem serca oblegał zamek. Potajemnie jednak skontaktował się z przyjaciółmi i postanowił dać im czas na ucieczkę podając się do dymisji wiedząc, że wybranie nowego wodza zajmie trochę czasu. Niestety król przewidział jego ruch i wydał rozkaz, by w razie dymisji d’Artagnana wybrano konkretną osobę na wodza, zaś samego kapitana wtedy aresztowano i zabrano do Paryża. D’Artagnan mimo to podał się do dymisji i został zabrany przed oblicze króla, który chciał go srodze ukarać, jednakże znowu muszkieter wywarł na niego pozytywny wpływ i zapalony Ludwik XIV uspokoił się. Zgodził się również nie konfiskować dóbr Portosa i Aramisa, a także nie prześladować ich samych. Mogli więc oni spokojnie emigrować. Niestety w międzyczasie Portos zginął podczas walki z królewskimi muszkieterami, Raul poległ na froncie w Afryce, zaś Atos zmarł na wieść o tym.

### Reszta życia
D’Artagnan został praktycznie sam pozbawiony najbliższych przyjaciół. Król chcąc mu to zrekompensować mianował go hrabią oraz powierzał rozmaite zadania. Kapitan muszkieterów wciąż wiernie mu służył, ale dokuczała mu starość i samotność. Życie stawało się dla niego coraz bardziej uciążliwe. Po kilku latach do Francji przybył ambasador króla Hiszpanii, książę d’Alameda, w którym d’Artagnan rozpoznał Aramisa. Obaj radośnie spędzili ze sobą dużo czasu. Aramis również załatwiał sprawy dyplomatyczne – Francja chciała uderzyć na Holandię, zaś d’Alameda załatwił, iż Hiszpania zachowa w tej wojnie neutralność i nie wesprze Holendrów. Po tej misji Aramis wrócił do swej nowej ojczyzny, a d’Artagnan wyruszył na czele wojsk królewskich do Holandii. Dzięki jego zdolnościom zdobytych zostało kilka miast. Właśnie oblegano kolejne, które miało niedługo również się poddać, kiedy nagle przybył posłaniec od ministra Colberta – zawiadamiał on d’Artagnana, iż król mianował kapitana muszkieterów marszałkiem Francji oraz przesyła mu osobiście buławę marszałkowską. Uradowany d’Artagnana wziął do ręki wymarzoną buławę i w tej samej chwili dosięgła go kula z muszkietu wystrzelona z obleganego właśnie miasta. D’Artagnan upadł na ziemię i chwilę później zmarł ściskając w ręku dar, na jaki czekał całe życie.

## D’Artagnan w filmie
W rolę muszkietera d’Artagnan wcielili się:
- Émile Dehelly – Trzej muszkieterowie (1912)
- Aimé Simon-Girard – Trzej muszkieterowie (1921)
- Douglas Fairbanks – Trzej muszkieterowie (1921)
- Max Linder – Trzej muszkieterowie (1922)
- Aimé Simon-Girard – Trzej muszkieterowie (1933)
- Walter Abel – Trzej muszkieterowie (1935)
- Gene Kelly – Trzej muszkieterowie (1948)
- Carlo Ninchi – D’Artagnan (1949)
- Cornel Wilde – Muszkieterowie (1952)
- Georges Marchal – Trzej muszkieterowie (1953)
- Gérard Philipe – Wersal (1954)
- Jean-Paul Belmondo – Trzej muszkieterowie (1959)
- Gérard Barray – Trzej muszkieterowie (1961)
- Jean Marais – Człowiek w żelaznej masce (1962)
- Jean-Pierre Cassel – Cyrano i d’Artagnan (1964)
- Michel Le Royer – D’Artagnan (1966)
- Dominique Paturel – D’Artagnan (1969-70)
- Michael York – Trzej muszkieterowie-Diamenty królowej (1973)
- Michael York – Czterej muszkieterowie (1974)
- Nicolas Silberg – D’Artagnan (1977)
- Louis Jourdan – Człowiek w żelaznej masce (1977)
- Michaił Bojarski – D’Artagnan i trzej muszkieterowie
- Michael York – Powrót muszkieterów (1989)
- Chris O’Donnell – Trzej muszkieterowie (1993)
- Philippe Noiret – Córka d’Artagnana (1994)
- Gabriel Byrne – Człowiek w żelaznej masce (1998)
- Justin Chambers – D’Artagnan (2001)
- Gérard Depardieu – Blanche (2002)
- Florent Pagny – Milady (2004)
- Michael York – Muszkieterka (2005)
- Vincent Elbaz – D’Artagnan i trzej muszkieterowie (2005)
- Laurent Natrella – Le Roi, l'Écureuil et la Couleuvre (2010)
- Logan Lerman – Trzej muszkieterowie 3D (2011)